# Carlo Cafiero
Carlo Cafiero (Barletta, Itàlia, 1 de setembre de 1846 – Nocera Inferiore, Campània, Itàlia, 17 de juliol de 1892 va ser un anarquista socialista italià, amic proper de Bakunin i Errico Malatesta durant la segona meitat del segle xix.